# 金門鐘螺
金門鐘螺為鐘螺目鐘螺科麗口螺屬下的軟體動物種，分布於中華民國福建省金門縣金門國家公園。

## 發現
2016年，金門縣戰地史蹟學會常務理事洪清漳於烈嶼地區採集發現286種潮間帶生物，其中包括新鐘螺物種「金門鐘螺」，於2018年送交學者黃式毅與傅譯鋒鑑定，後於同年2月發表於《VISAYA》期刊。
金門鐘螺是首個以金門地名命名的物種，其學名的種小名中「hungi」為發現人洪清漳的拉丁文姓，「Huang」和「Fu」分別代表鑑定物種的黃式毅與傅譯鋒的姓氏。

## 特徵
金門鐘螺最高達8毫米，外殼堅固且呈金字塔形，前兩個螺旋紋為米色和粉紅色，其餘部分為深紫色或淡紫色，縫隙內有褐色線狀，臍帶表面呈現虹彩狀，螺旋雕塑由圓珠狀所組成。